# Santo Volto delle Benedettine Riparatrici
Santo Volto delle Benedettine Riparatrici, conhecida também como Cappella del Santo Volto del Centro Domus Dei, é uma capela conventual construída em meados do século XX na altura do número 15 da Via della Conciliazione, no rione Borgo de Roma. É dedicada a Santa Face de Jesus.

## História
A origem da devoção da Santa Face, à qual esta capela é dedicada, está ligada às visões de Cristo experimentadas pela freira carmelita Marie de Saint Pierre, uma serva de Deus. A devoção iniciada por ela foi continuada por Leo Dupont e, quando ele morreu, em 1876, sua casa foi convertida pelo bispo de Tours no primeiro Oratório da Santa Face. Para administrá-lo, uma congregação de padres diocesanos chamada Padres da Santa Face foi criada.
Em Roma, depois da conquista da cidade pelo Reino da Itália e da queda do governo papal em 1870 levaram ao relapso no cumprimento de várias obrigações religiosas pela cidade, o que deixou insatisfeitos muitos romanos. Em resposta, o papa Leão XIII manifestou o desejo de que um oratório da Santa Face fosse fundado pelo padres em Roma para a expiação por esta "blasfêmia e violação" e aprovou a ordem em 1885. Os Padres da Santa Face atenderam ao pedido e fundaram um oratório em 1891, pago por doações da população francesa, Volto Santo ai Prati. Contudo, ele teve vida curta e desapareceu quando a região foi reurbanizada uma década depois.
Em 1936, a beata Maria Pierina De Micheli, uma freira de Milão, começou a ter uma série de visões de Cristo, o que levou a uma renovação na devoção à Santa Face. Um resultado foi a fundação da ordem das Riparatrici del Santo Volto di Nostro Signore Gesù Cristo ("Irmãs Beneditinas da Reparação da Face de Nosso Senhor Jesus Cristo") em 1977, cuja origem estava numa confraria de oração fundada em 1950 por Ildebrando Gregori, abade geral da Congregação Silvestrina de monges — na época independente, mas depois beneditina, mas que na época era independente — que vivia na cúria geral da ordem em Santo Stefano del Cacco. Ele combinou a devoção à Santa Face com a preocupação com as crianças de rua da cidade, muitas das quais refugiadas de guerras. O convento e a capela foram construídos em 1973 para ser a sede da ordem.
Apesar da devoção do papa São João Paulo II à Santa Face, o que resultou na criação da nova paróquia de Santo Volto di Gesù, ela não recebeu o reconhecimento oficial da Igreja no calendário litúrgico e fracassaram todas as tentativas de transformar a capela num centro de peregrinação em Roma.

## Descrição
A entrada, compartilhada por várias outras instituições, no número 15 da Via della Conciliazione é um portal arqueado de silhares calcários rusticados. Como fracassou a ideia de transformar o local em um ponto de peregrinação na cidade, a capela hoje é inteiramente privada, sem acesso ao público.